# Гаррисон, Иэн
Иэн Гаррисон (англ. Ian Garrison); (род. 14 апреля 1998, Декейтер, Джорджия) — американский профессиональный шоссейный велогонщик, выступающий с 2020 года за команду мирового тура «Deceuninck-Quick Step».Чемпион США по шоссейному велоспорту в индивидуальной гонке (2019).

## Карьера
Уроженец Декейтера, штат Джорджия, Иэн Гаррисон рано добился успеха, победив на этапе многодневной велогонки Тур Боса в 19 лет.
Выступая за американскую проконтинентальную велокоманду Hagens Berman Axeon, в 2019 году стал вторым на велогонке Le Triptyque des Monts et Châteaux, одной из самых престижных велогонок в календаре андеров.
В сезоне 2019 года он стал национальным чемпионом США в индивидуальной гонке (всего через несколько дней после получения титула чемпиона США в индивидуальной гонке среди андеров) с большим отрывом от многих гонщиков мирового тура, после чего заключил двухлетний контракт (на 2020—2021 годы) с «Deceuninck-Quick Step».

Говоря о переходе в бельгийскую команду мирового тура Иэн Гаррисон отметил: 
«Я действительно взволнован. Это невероятная возможность гоняться с фаворитами мирового велоспорта. Это всё, о чём я мечтал с самого детства. Я давний поклонник «Волчей стаи», так что рад, что буду набираться опыта и проявлять себя в одной из лучших команд мирового спорта. Я всё ещё молод. Мне 21 год. Я хочу иметь долгую карьеру, и отлично, что она начнётся в Deceuninck — Quick-Step, где молодые гонщики превращаются в больших профессионалов».
Несмотря на основные достижения в индивидуальных гонках, как раздельщик (в 2019 году также стал серебряным призёром чемпионата мира среди андеров в Йоркшире), Иэн Гаррисон видит себя больше как универсал и мечтает стать первым американцем, который победит на Париж — Рубе.

## Достижения
2016
1-й — Этап 4 Тур Абитиби (юниоры)
2-й  Чемпионат США — Индивидуальная гонка (юниоры)
3-й  Чемпионат мира — Индивидуальная гонка (юниоры)
3-й Трофей Карлсберга (юниоры) — Генеральная классификация
2017
1-й — Пролог (КГ) Тур Эльзаса
2-й  Панамериканский чемпионат — Индивидуальная гонка
2-й Гент - Вевельгем U23
10-й Тур Боса — Генеральная классификация
1-й — Этап 4
2018
1-й — Пролог Тур Эльзаса
4-й Le Triptyque des Monts et Châteaux — Генеральная классификация
2019
1-й  Чемпион США — Индивидуальная гонка
1-й  Чемпион США — Индивидуальная гонка U23
2-й  Чемпионат мира — Индивидуальная гонка U23
2-й Le Triptyque des Monts et Châteaux — Генеральная классификация